# 制导律
制导律（英語：guidance law，也称导引律）指依据导航信息，用以计算如导弹、无人机等飞行器的运行路径，使其能有效到达目标点的算法。是探测、制导与控制的一项重要环节。常见的制导律包括比例导引、协同导引等。